# Thylacinus
Genre
Thylacinus est un genre éteint comprenant cinq espèces :
- Thylacinus cynocephalus — thylacine ou tigre de Tasmanie ou loup-marsupial
- Thylacinus macnessi
- Thylacinus megiriani
- Thylacinus potens
- Thylacinus rostralis